# Cofidis
Compañía Financiera de Distribución S.A., más conocida por su acrónimo Cofidis, es una entidad financiera francesa especializada en la concesión de créditos y préstamos a distancia. La empresa tiene su sede central en Villeneuve-d'Ascq, en Haute-Borne, Francia.
Fundada en 1982, Cofidis pertenece al Grupo Cofidis (propietario de Monabanq y filial de Crédit Mutuel Alliance Fédérale, su accionista mayoritario) y tiene presencia en 9 países de Europa: Francia, Bélgica, España, Italia, Portugal, República Checa, Hungría, Polonia y Eslovaquia. En 2021, el grupo contaba con 5.461 empleados y más de 15.957 millones de euros de activos brutos pendientes. En España, la filial española de Cofidis cuenta con más de 2,5 millones de clientes y casi 1.000 empleados (2020). En el país, fue pionera en ofrecer créditos a distancia sin agencias.

## Historia
Cofidis S.A. fue fundada en 1982 por 3 Suisses, una empresa francesa subsidiaria del Grupo Otto y la familia Mulliez. La empresa era especialista en productos de moda, menaje y decoración del hogar de venta por catálogo y necesitaba ofrecer la posibilidad de financiar las compras de sus clientes. El servicio ganó popularidad entre los consumidores y en 1985, Cofidis empezó su expansión internacional. 
Cofidis inauguró su primera oficina fuera de Francia en Bélgica y pasó a reestructurarse como Grupo Cofidis. En 1990, la entidad financiera de créditos revolving llegó al mercado español. Más tarde, siguió expandiéndose a Italia y Portugal (1996), Eslovaquia y República Checa (2004), Hungría (2005) y Polonia (2007). 
En 2006, el Grupo Cofidis adquirió Creatis, una red de productos financieros de crédito. 
En 2008, Cofidis S.A fue adquirido mayoritariamente por Crédit Mutuel. Desde entonces, el Grupo Cofidis está formado por Cofidis, Monabanq, Creatis y Synergie. 
En 2014 el grupo Otto, principal accionista del Grupo 3 Suisses, compró la participación de la familia Mulliez y recompró otras participaciones minoritarias para convertirse en el accionista principal de todas las actividades de negocio al consumidor. El resto de actividades, entre ellas Cofidis, se agruparon en una nueva estructura denominada Argosyn, totalmente independiente del Grupo 3 Suisses, que pasó a denominarse 3Si.

## Cofidis en España
En España, la entidad financiera de Cofidis tiene su sede central en Cornellá de Llobregat, en la provincia de Barcelona, Cataluña. La marca es conocida por un 81% de los españoles y se posicionó como una de las marcas líderes en crédito al consumo del mercado español, junto a competencia como Cetelem y bancos como Santander o BBVA.

### Servicios
Los productos principales de Cofidis S.A. son los créditos y préstamos personales, pero también comercializan seguros. Su principal foco de negocio es el crédito al consumo, que la compañía llama “crédito directo” por sus campañas publicitarias bajo el eslogan “el dinero directo” de principios de los 2000. En los últimos años, han habilitado servicios para empresas de pago a plazos en compras en línea a través de Cofidis Retail, con más de 23.000 comercios asociados en 2019. Por otra parte, la entidad financiera se ha introducido en el mercado I+D+i con Innolab, un centro de innovación que estudia la experiencia de usuario para mejorar el servicio con el cliente y la accesibilidad de los productos.

### Premios
Cofidis S.A. ha sido premiada en numerosas ocasiones como mejor Servicio de Atención al Cliente del Año en la categoría de Organismos de Crédito de los Premios ELSA (Elegidos Líderes del Servicio Atención al Cliente), organizados por la consultora Sotto Tempo Advertising. 
En 2021, Cofidis fue seleccionada como una de las “100 mejores empresas para trabajar”, según el ranking elaborado por la revista Actualidad Económica de El Mundo.
En 2022, obtuvo la certificación Great Place to Work, un reconocimiento en la gestión de personas y estrategia de negocio en el ámbito nacional e internacional que premia la colaboración de la empresa con los proyectos sociales y el bienestar de los trabajadores. 

### Protocolo de Transparencia
Desde sus inicios en España, Cofidis está regulado por el Banco de España y por ASNEF, también conocida como Asociación Nacional de Establecimientos Financieros de Crédito. La supervisión de estas dos entidades controla la solvencia y el cumplimiento de la normativa nacional específica para las cooperativas y entidades financieras de crédito, entre otros organismos y empresas. Por otro lado, permite al consumidor entender cómo funciona el crédito personal y sus derechos e intereses. 
La entidad financiera de Cofidis España también está asociada a la Federación de Comercio Electrónico y Marketing Directo (ADIGITAL), con su correspondiente adhesión a Confianza Online y a la Asociación para la Autorregulación de la Comunicación Comercial (conocida como AUTOCONTROL). Estas asociaciones permiten autorregular las comunicaciones de Cofidis España para establecer una publicidad responsable que siga el Código de Conducta Publicitaria.

### Cofidis y las condenas por intereses abusivos
Cofidis forma parte de las entidades financieras de crédito como Cetelem, Oney o Vivus que, por los intereses en algunos de sus productos, se han considerado usura. Normalmente, esta asociación suele darse en los productos descritos como "revolving": al no tener un número fijo de cuotas, los consumidores pueden resolicitar el dinero ya devuelto, endeudándose por un tiempo extenso y pagando una cantidad mayor que la inicialmente solicitada.
Con las fluctuaciones del precio del dinero y los cambios en los intereses máximos y mínimos permitidos, algunas de las denuncias a Cofidis por los altos intereses han quedado nulas. En 2023, el Gobierno y el Banco de España han activado un Protocolo de Transparencia para controlar y evitar prácticas usureras que las entidades deberán cumplir, como son los tamaños de la tipografía, la correcta explicación del servicio que se está contratando y la accesibilidad de la información.

## El equipo ciclista de Cofidis
Desde sus inicios en España, Cofidis se ha relacionado con entidades y organizaciones que promueven el ciclismo. En 1996, la entidad financiera creó el Team Cofidis, el equipo ciclista español más longevo del pelotón UCI. También creó una sección profesional femenina propia y otra para deportistas con diversidad funcional.
En 2010, Cofidis empezó a patrocinar La Vuelta. Del 2011 al 2021 patrocinó La Vuelta Junior Cofidis, un proyecto para fomentar el deporte para más de 250.000 escolares con formación sobre hábitos de vida saludable y educación vial.
En 2012, Cofidis se convirtió en el patrocinador principal del Comité Paralímpico Español a través del plan ADOP. También patrocinó diferentes pruebas del calendario ciclista nacional como el Open de España de BTT XCO Cofidis, las Copas de España Junior y Féminas Cofidis y otros campeonatos españoles. 
En 2017, se amplió la colaboración con la Real Federación Española de Ciclismo y se convirtió en patrocinador principal de la Selección Española de Ciclismo.
En 2018, Cofidis creó el Equipo Cofidis de Promesas Paralímpicas para jóvenes con diversidad funcional, con el objetivo de entrenarlos para formar parte del Equipo Paralímpico Español. Para darle visibilidad al equipo paralímpico, la entidad financiera colaboró con Jesús Calleja lanzando una webserie donde se presentaron varios atletas.
En 2021, Cofidis colaboró con el cantante Antonio Orozco para componer un tema dedicado al cliclista Gonzalo García Abella, ex integrante del Equipo Cofidis de Promesas Paralímpicas, en los Juegos Paralímpicos. 
En 2022, Cofidis estrenó otra webserie llamada “Vidas paralímpicas, un encuentro con Mercedes Milá”. El contenido audiovisual consta de 4 capítulos donde Iraide Rodríguez (integrante del Equipo Cofidis de Promesas Paralímpicas), Alfonso Cabello (ciclista adaptado en modalidad de pista y ruta), Iván Cano (atletismo adaptado) y Nuria Marqués (natación adaptada) narran su perspectiva personal del deporte a la presentadora televisiva Mercedes Milá. 

## Otros patrocinios
En 2012, la entidad financiera acordó con la Fundación Gran Teatro del Liceo de Barcelona un patrocinio de El Petit Liceu, el programa educativo del teatro dirigido a dar a conocer la ópera y la danza entre el público infantil entre 2 y 14 años. Fue el primer patrocinio no deportivo de la marca, que duró 2 años. 
A mediados de 2012, Cofidis patrocinó el teatro Alcázar de Madrid, que cambió su nombre a Teatro Cofidis. El acuerdo, realizado con la productora cultural Grupo Smedia, se firmó con un periodo inicial de cuatro años y la colaboración se prolongó hasta la actualidad. 
En 2022, Cofidis colaboró en la octava edición del programa televisivo Got Talent España para patrocinar el proyecto "Vive el sueño de tu vida", en el que se lanzó una fase alternativa a los castings del programa para que diez participantes accediesen de forma directa a la fase de Audiciones. En el programa, lanzaron la "Beca Cofidis", donde se financiaban los estudios del participante ganador para continuar con su carrera artística. El embajador de la campaña fue el cantante y artista Miki Núñez, finalista en Operación Triunfo (OT) en 2018 y representante de España en el Festival de la Canción de Eurovisión 2019. El cantante fue el responsable de acompañar a los 52 participantes del proyecto, uno por cada provincia española, y entregar la beca al ganador Jordi Caps por su espectáculo de magia, valorada en más de 10.000 euros. 